# Bazilij Valentin
Pater Bazilij Valentin (pravo ime Albin Valentin), OBE, slovenski frančiškanski misijonar in pisatelj, * 29. avgust 1924, Vič, † 26. julij 1997, Melbourne.

## Življenjepis
Valentin je 1941 stopil v frančiškanski red. Leta 1944 je bil mobiliziran v domobransko legijo, maja 1945 pa se je umaknil na avstrijsko Koroško. Nato je študiral teologijo in filozofijo v frančiškanskem kolegiju Schwarz pri Innsbrucku in v Bolzanu. Študije je dokončal v ZDA in bil 1950 posvečen v Lemontu v Illinoisu. Od leta 1956 je pastoralno delal med avstralskimi Slovenci.

## Literarno delo
Valentin je pesmi, v katerih prevladuje osebna refleksivna izpoved z begunsko, zdomsko in religiozno tematiko, objavljal v revijah Cvetje v tujini, Ave Marija in Misli. Pri teh revijah je bil tudi urednik. Njegova povest Tonče s Potoka (Gorica, 1949) je bila prevedena v francoščino, hrvaščino in nemščino. V knjigi je izšla tudi pravljica V kraljestvi lutk (Celovec, 1947). Pisal je tudi članke v katerih je obravnaval aktualno zdomsko in religiozno problematiko. Postumno je izšla pesniška zbirka z naslovom Spomini nemi me v objem love (Ljubljana, 2012)..

## Priznanja
Leta 1982 ga je Elizabeta II. Britanska odlikovala z redom britanskega imperija.
Leta 2000 je posmrtno prejel častni znak svobode Republike Slovenije z naslednjo utemeljitvijo: »za dolgoletno delo med avstralskimi Slovenci«.